# Edgecliff
Edgecliff è un sobborgo di Sydney in Australia.

## Geografia fisica
Il sobborgo si trova a circa 4 chilometri a est del CBD e sorge su delle colline che si affacciano sulla baia di Sydney.

## Origini del nome
Edgecliff deve il suo nome alla sua situazione geografica a ridosso di una scarpata rocciosa, ampiamente sfruttata come cava ai primi tempi dell'insediamento europeo.

## Infrastrutture e trasporti
- Stazione di Edgecliff